# Île de Saint-Brendan
Pour les articles homonymes, voir Brendan.

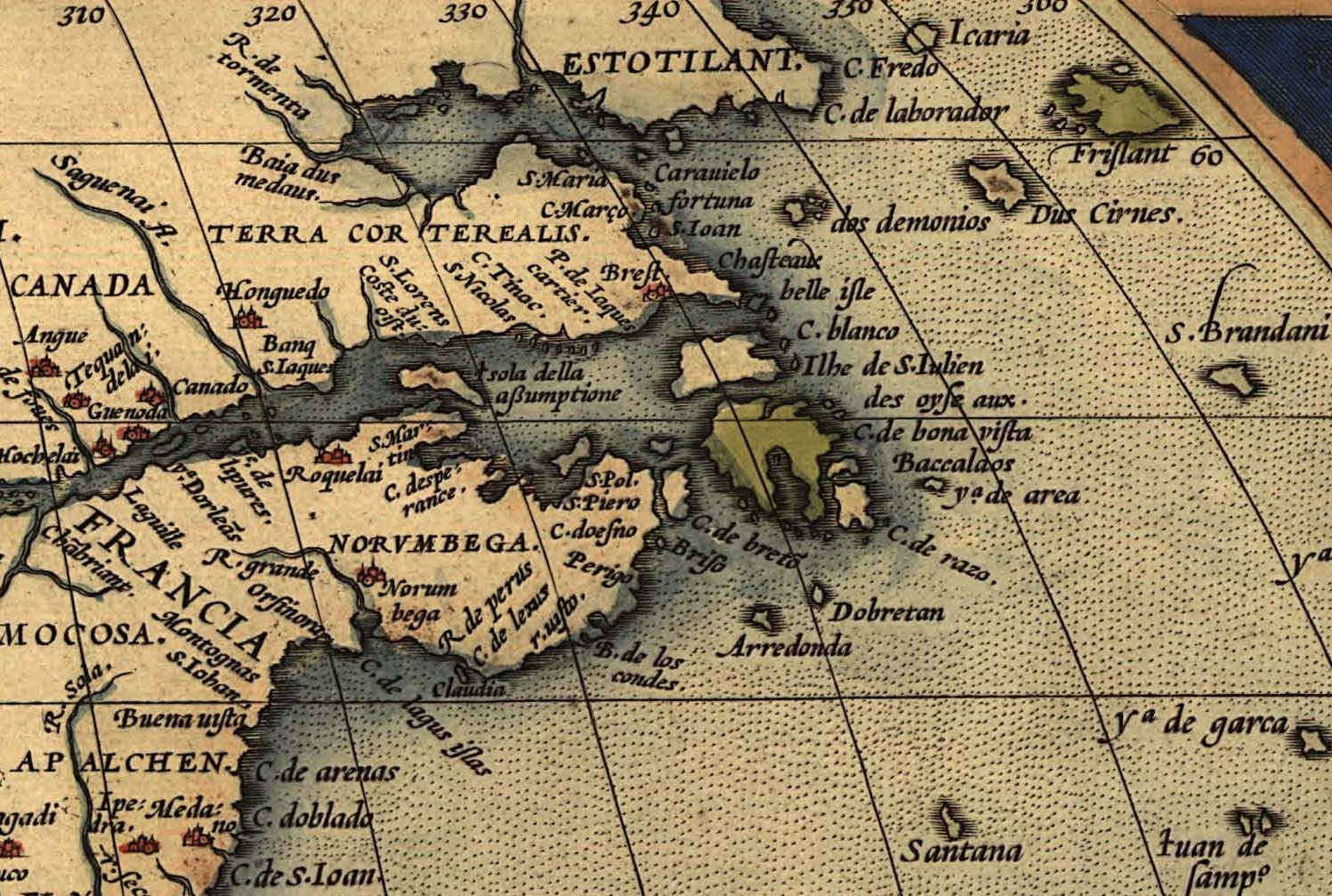
Carte de lAtlas d'Abraham Ortelius (1570) montrant l'île de S. Brandani au large des côtes américaines.

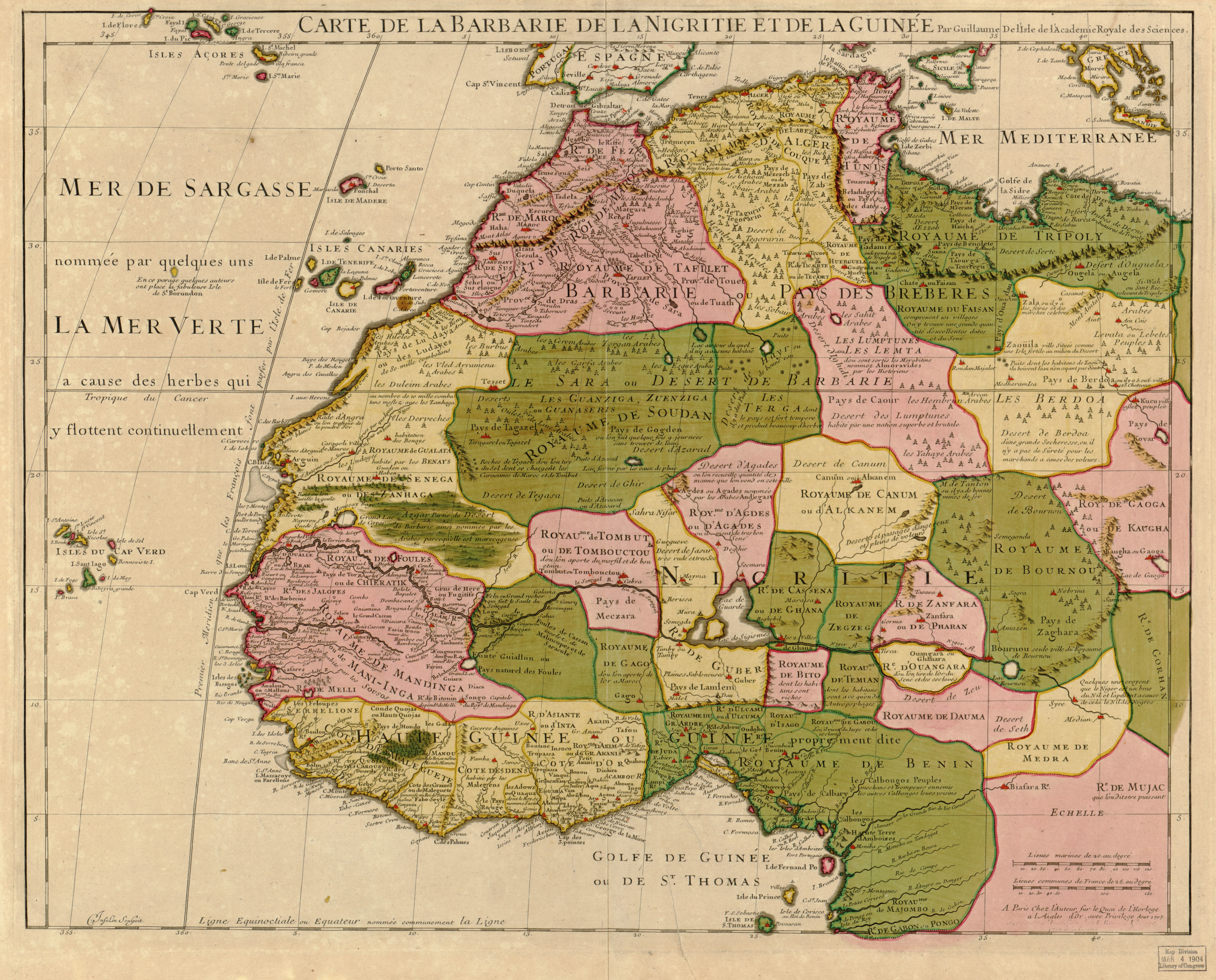
Carte française de 1707 mentionnant « l’Isle de St Borondon », à l'ouest de l'archipel des Canaries.

L’île de Saint-Brendan est une île fantôme située à l'ouest de l'Europe, qui selon la tradition irlandaise aurait été découverte par saint Brendan de Clonfert ; le premier écrit qui la mentionne et qui ait été préservé jusqu'à l'époque contemporaine est la Navigatio Sancti Brendani Abatis (Voyage de saint Brendan, abbé), qui remonte au XIIe siècle. 
L'île apparaît sur de nombreuses cartes du XIIIe au XVIIIe siècle, en différents points de l'océan Atlantique (au large de la côte ouest de l'Irlande, ou comme « huitième île » de l'archipel des Canaries - Christophe Colomb raconte dans son journal de bord que les habitants de l'île d'El Hierro prétendaient qu'une île apparaissait à l'ouest, une fois par an -, etc.). Elle a été activement recherchée par les explorateurs espagnols au cours du XVIe siècle, sous le nom d’isla de San Borondón. En 1520, au cours de sa tentative de circumnavigation, Fernand de Magellan donne le nom de « baie de Samborombón » à une baie située à l'embouchure du río de la Plata, pensant que cet accident géographique marquait l'endroit d'où l'île de Saint-Brendan s'était détachée. Elle est encore mentionnée dans des récits de voyage de la seconde moitié du XVIIIe siècle.
En 1976, l'explorateur Tim Severin a entrepris de reproduire le voyage de saint Brendan, à bord d'un currach en cuir, afin d'en vérifier la faisabilité ; il est parvenu à débarquer à Terre-Neuve, et prouve que le voyage est techniquement possible.